# Francesco Morone
Francesco Morone (Verona, 1471 circa – Verona, 16 maggio 1529) è stato un pittore italiano.
Apprese l'arte di dipingere presso la bottega del padre Domenico Morone, dove conobbe Girolamo dai Libri, con cui strinse una duratura amicizia e collaborò in diverse occasioni. Dopo aver lavorato a lungo come aiutante del padre, nel 1498 firmò la sua prima opera autonoma: una Crocifissione per la cappella Avanzi della chiesa di San Bernardino, nella città natale. Questa prima opera segnò l'inizio del suo distacco artistico dalla figura paterna, emancipazione che si completò intorno al 1502-1504 con la realizzazione della tela Madonna in trono col Bambino tra i santi Zeno e Nicolò, considerata una delle sue opere più pregevoli. Il suo periodo felice continuò con l'affrescatura della sagrestia della chiesa di Santa Maria in Organo a Verona, unanimemente considerata tra i suoi capolavori.
Intorno al 1517 firmò Stimmate di san Francesco, anch'essa tela di pregevole fattura. Nei lavori successivi si intravede l'influenza dell'allievo Paolo Morando, il quale, nel frattempo, aveva superato il maestro nell'adeguarsi alle nuove correnti stilistiche. Negli ultimi anni di vita si avvicinò ancora di più alla religione e questo probabilmente incise sulla sua produzione artistica, che da allora fu caratterizzata da «dolci e malinconiche madonne». Si spense nel 1529 e le sue spoglie furono collocate a San Bernardino, dove sono tutt'oggi conservati molti dei suoi più importanti lavori.

## Biografia

### Nascita e formazione

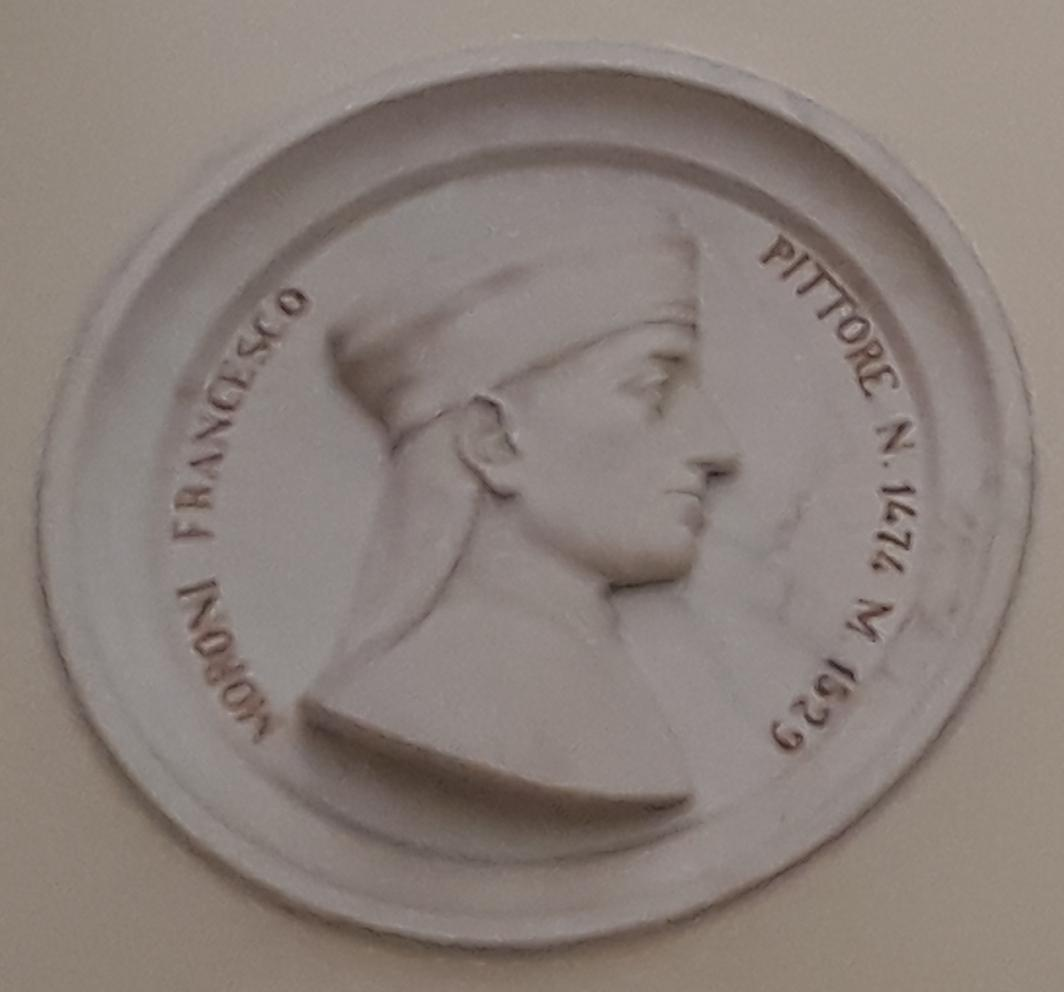
Effigie di Francesco Morone presso la protomoteca della biblioteca civica di Verona

Francesco Morone nacque intorno al 1471 nella contrada di San Vitale a Verona, terzo dei sette figli avuti da Cecilia e Domenico, anche quest'ultimo pittore di fama. Apprese l'arte del dipingere nella bottega paterna insieme al fratello minore Antonio (nato intorno al 1474) e collaborò a lungo con il padre in svariate commissioni. Dai documenti in nostro possesso sappiamo che continuò a vivere in San Vitale anche dopo aver sposato Lucia e aver avuto da lei alcuni figli, lavorando sempre nel territorio veronese.
Dal padre Domenico ereditò gli influssi provenienti dal mantegnismo mantovano, avendo tuttavia modo di ampliare i suoi orizzonti artistici quando si avvicinò alle correnti tipiche dell'ambiente veneziano. Probabilmente soggiornò in laguna, dove venne in contatto con la scuola veneta di Vittore Carpaccio, Bartolomeo Montagna, Cima da Conegliano, Giovanni Bellini e Antonello da Messina. L'influenza di questi artisti è evidente nelle opere di Francesco, che si distingue per un diverso approccio rispetto al padre, rimasto fedele alla scuola del Mantegna.

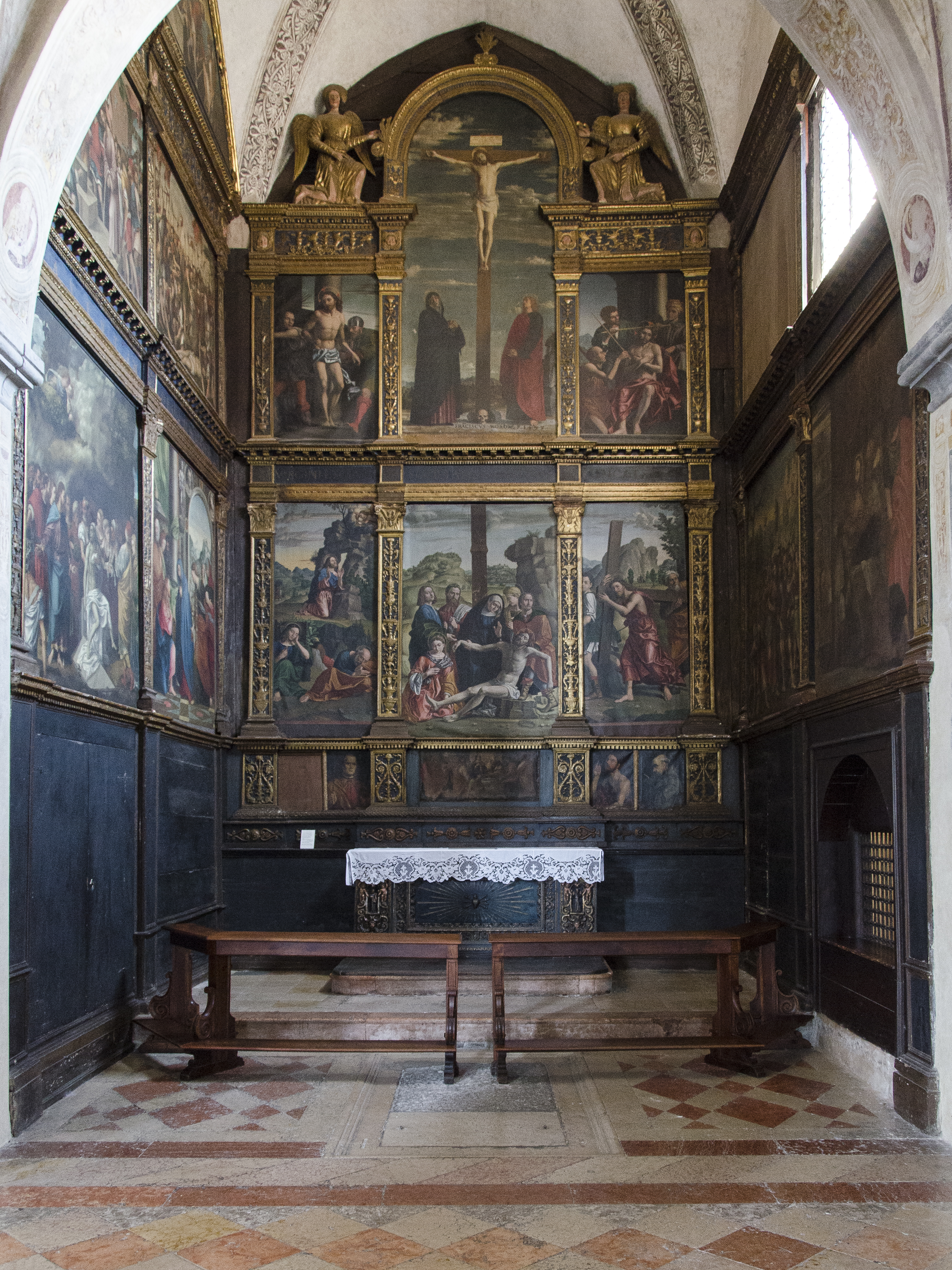
La cappella Avanzi presso la chiesa di San Bernardino a Verona, capolavoro dei Morone padre e figlio. Di Francesco è la Crocifissione in alto al centro

Il suo esordio nella pittura si ebbe il 16 aprile 1496, quando firmò e datò insieme al padre la pala d'altare Vergine in trono col Bambino e quattro Santi destinata al santuario della Madonna delle Grazie ad Arco. Nel 1498 lavorò a fianco di Domenico e Giovanni Maria Falconetto alla realizzazione degli affreschi che decorano la cappella di San Biagio nella chiesa dei Santi Nazaro e Celso, a Verona. Nello stesso anno, sempre in collaborazione col padre, si dedicò alla decorazione della cappella Avanzi (detta anche della Croce) per la chiesa di San Bernardino, dove finalmente firmò la sua prima opera autonoma conosciuta: una Crocifissione posta sopra l'altare. La critica su questo lavoro è sempre stata discorde: se Adolfo Venturi nella sua Storia dell'arte italiana lo considera ancora «dominato dall'arte paterna e inconsistente nelle forme», Bernard Berenson è di tutt'altro avviso, sottolineando «la croce che terribilmente giganteggia sull'orizzonte, le figure solide». Nel 1502 tornò a collaborare col padre alla realizzazione di un ciclo di affreschi per la chiesa di San Nicola da Tolentino al Paladon di San Pietro in Cariano, ora staccati e collocati al museo di Castelvecchio di Verona. L'anno successivo il padre portò a termine quello che è considerato il suo capolavoro: gli affreschi della libreria Sagramoso nel convento di San Bernardino, in cui lo stesso Francesco dovette dare un contributo significativo.

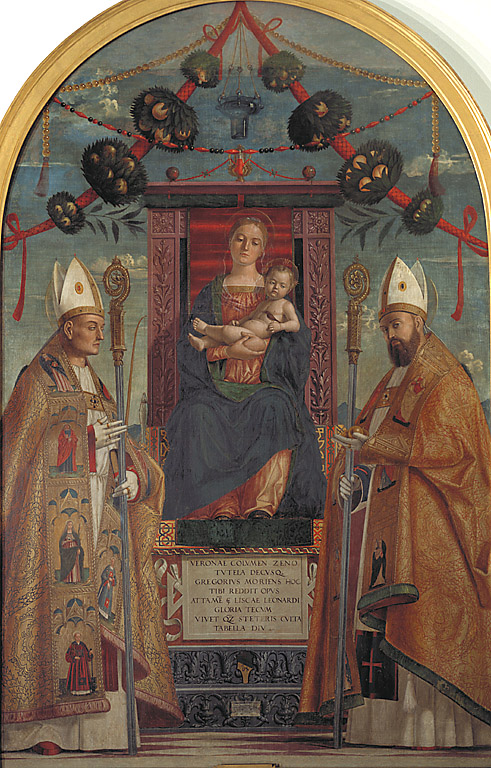
Madonna in trono col Bambino tra i santi Zeno e Nicolò, pinacoteca di Brera, Milano, 1502-1503 circa

Ma l'inizio del XVI secolo segnò per Francesco Morone anche l'avvio di un processo di emancipazione artistica dal padre. Contemporaneamente agli affreschi del Paladon, realizzò infatti da solo una delle sue pale d'altare più apprezzate dalla critica, la Madonna in trono col Bambino tra i santi Zeno e Nicolò, oggi esposta alla pinacoteca di Brera di Milano, a cui seguì, nel 1503, una Madonna in trono col Bambino e i santi vescovi Agostino e Martino per la chiesa di Santa Maria in Organo. Nelle figure dei vescovi della prima pala d'altare si riconosce chiaramente l'influenza del Carpaccio, mentre nella seconda emergono i toni più morbidi dell'arte lombarda, visibili nelle raffigurazioni degli angeli musicanti e nel paesaggio bucolico dello sfondo.
Come testimoniato da Diego Zannandreis, a questo periodo risale anche la Lavanda dei piedi, realizzata per la cappella della Croce della chiesa di San Bernardino, che dal 1851 fa parte delle collezioni civiche veronesi oggi esposte al museo di Castelvecchio. Giorgio Vasari, nelle sue Le Vite, racconta che Francesco si autoritrasse nella figura del giovane che porta l'acqua a Cristo.

### Maturità

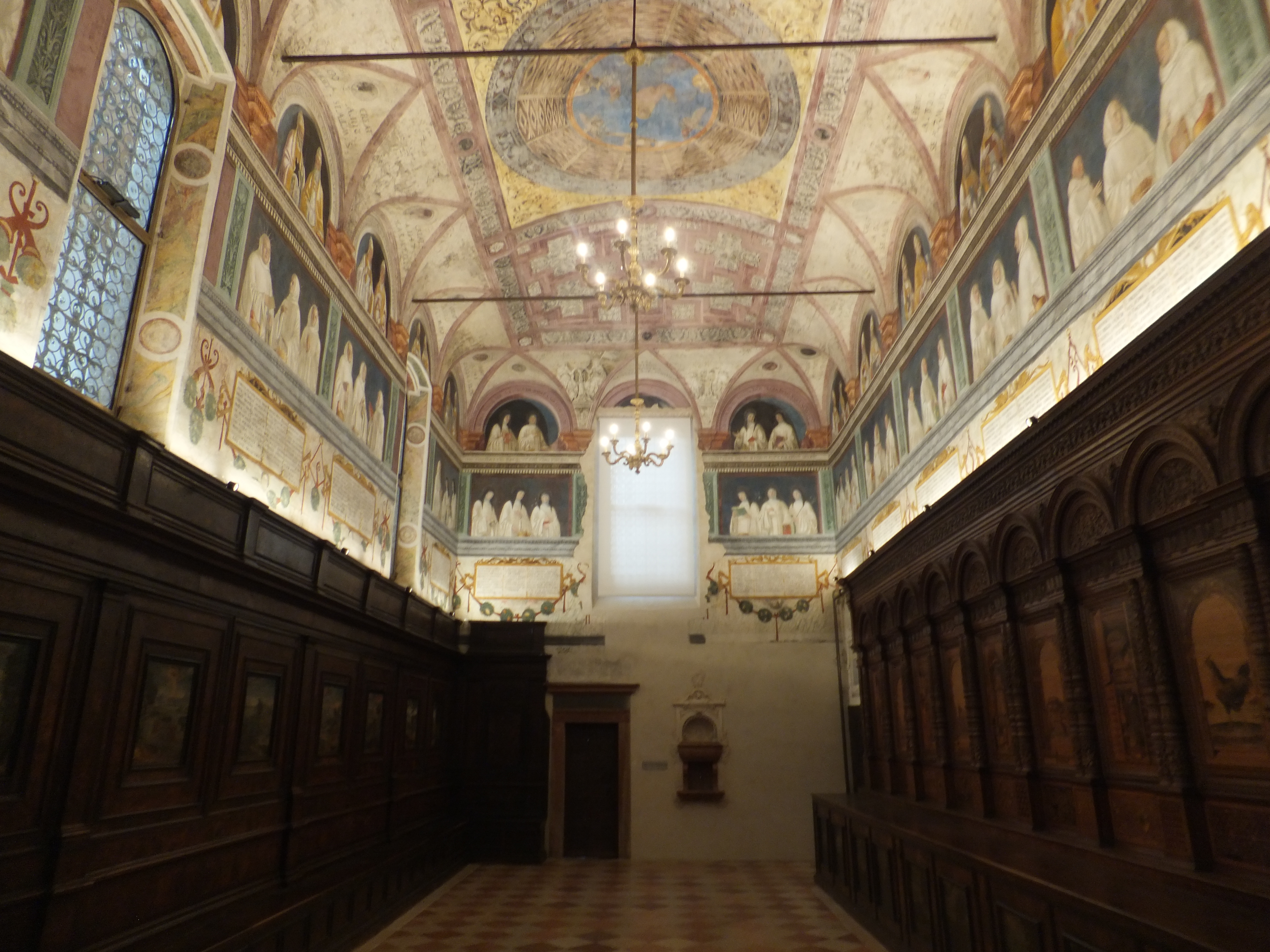
Gli affreschi di Francesco Morone nella sagrestia della chiesa di Santa Maria in Organo

Tra il 1505 e il 1507 Francesco Morone, coadiuvato da alcuni collaboratori, realizzò gli affreschi della sagrestia della chiesa di Santa Maria in Organo a Verona, unanimemente considerata tra i suoi capolavori tanto che Vasari la definì «la più bella... che fusse in tutta Italia». Nella parte sommitale della parete eseguì ritratti di papi e altri illustri personaggi legati all'ordine benedettino, tra cui alcuni dogi della Repubblica di Venezia. Vasari lodò e descrisse minuziosamente il ciclo pittorico, facendo supporre che avesse avuto occasione di ammirarlo di persona. L'opera ha ricevuto apprezzamenti da numerosi storici dell'arte, tra cui Jacob Burckhardt che nel XIX secolo poté ancora sottolineare «la bellezza del Salvatore circondato da angeli in gloria affrescato nel soffitto» di derivazione mantegnesca, oggi pressoché illeggibile.
Negli stessi anni Francesco accolse come allievo Paolo Morando, soprannominato il Cavazzola. Insieme, nel 1509, lavorarono come «compagni depentori» alla realizzazione dell'affresco della Pentecoste per il catino della cappella Miniscalchi nella basilica di Santa Anastasia. Secondo l'analisi di Luciano Cuppini, in quest'opera emerge con maggiore evidenza l'intervento di Francesco nella «luminosità alabastrina della Vergine e di alcuni Apostoli il riverbero della smagliante luce del cielo rischiarato dallo Spirito Santo». L'apprendistato del Cavazzola non dovette durare a lungo, infatti in breve tempo egli si affrancò dal maestro, sviluppando uno stile personale che, a sua volta, influenzò lo stesso Francesco.

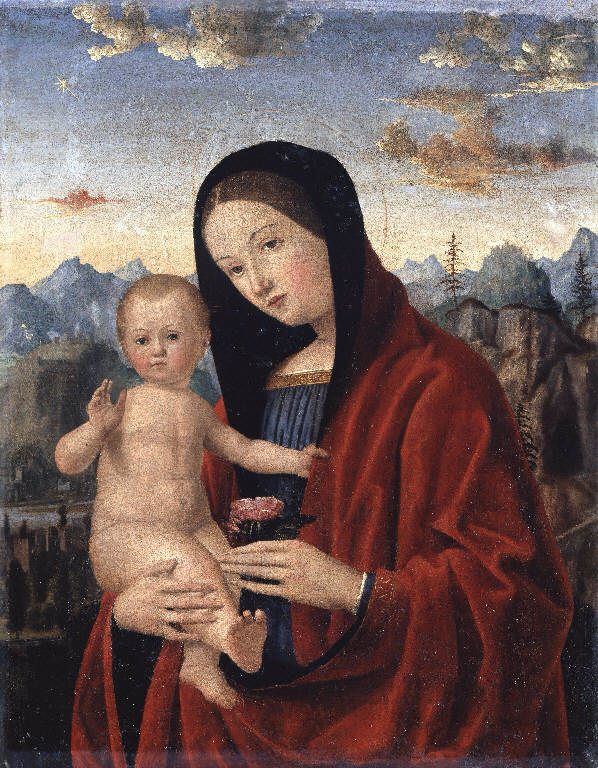
Madonna con Bambino, Accademia Carrara, Bergamo

Del 1508 è invece una collaborazione con il pittore Michele da Verona per la realizzazione del prospetto affrescato della cappella della Madonna nella chiesa di Santa Chiara a Verona. A Francesco si attribuiscono le figure del Padre Eterno, san Matteo, san Marco e Giosuè nel prospetto esterno, e il Cristo nel tondo sulla volta interna. L'anno successivo dipinse una Madonna con Bambino, oggi conservata all'Accademia Carrara di Bergamo.
Tra il 1510 e il 1513 fu impegnato, con i suoi aiutanti, nella realizzazione di riquadri votivi con figure di santi affrescati nel presbiterio della chiesa dei Santi Giovanni e Marziale a Breonio, anche se l'attribuzione non è del tutto certa: sulla parete sinistra i santi Rocco, Cristoforo e Sebastiano (maggio 1513), san Marziale (12 maggio 1513, commissionato da una tal Dorotea, moglie di Francesco De Ioanegrando), san Giovanni Battista (1513, offerto da Francesco Marchioris de Bonatis); sulla parete destra sopravvive solo il riquadro con sant'Agapito (10 maggio 1510, commissionato da un tal Battista quondam Giovanni Graziadei). Sempre negli stessi anni potrebbe aver dipinto la cosiddetta Madonna Moscardo dove nel paesaggio di sfondo, chiaramente nordico, l'artista riproduce a sinistra l'incisione del Mostro Marino di Albrecht Dürer. Questa rappresenta l'unica citazione letteraria conosciuta del maestro tedesco nell'opera di Francesco Morone, mentre risulta invece ricorrente nelle opere dell'amico Girolamo dai Libri.
Dai monaci olivetani di Santa Maria in Organo, nel 1515 Francesco Morone ricevette anche l'incarico di decorare le portelle dell'antico organo, in collaborazione con il pittore e miniatore Girolamo Dai Libri. Vasari racconta della lunga amicizia che già legava i due artisti, probabilmente entrambi formatisi nella bottega di Domenico Morone. Il contratto stipulato il 12 novembre 1515 tra l'abate Cipriani e i due artisti stabiliva che le due portelle dovessero apparire «belle et laudate appresso quelli che intendano l'arte», rispecchiando il desiderio dei religiosi di abbellire la propria chiesa dopo i tragici eventi della guerra della lega di Cambrai che aveva sconvolto Verona. L'attribuzione dei singoli contributi nell'opera è oggetto di dibattito tra i critici: Vasari assegna a Francesco la realizzazione del San Benedetto e San Giovanni evangelista, mentre a Girolamo i fiori e lo sfondo; lo storico dell'arte Carlo Del Bravo ha proposto sostanzialmente il contrario. Altri ancora ipotizzano che i due si siano divisi una portella ciascuno. La critica contemporanea tende invece a non distinguere nettamente i contributi dei due artisti, sostenendo che entrambi, legati da una profonda amicizia, lavorarono sulle portelle in perfetta sintonia e armonia, senza mai dissentire e dividendosi il compito equamente, influenzandosi a vicenda. L'opera fu completata nel 1516 e collocata in una cappella fatta costruire appositamente dagli olivetani per contenere lo strumento. Successivamente, probabilmente in occasione del rinnovamento barocco dell'organo, le portelle passarono alla famiglia Dal Pozzo fino a quando, agli inizi del XIX secolo, il conte Bartolomeo le donò alla parrocchiale di Marcellise (oggi nel comune di San Martino Buon Albergo), dove tuttora si trovano. La collaborazione tra i due e Santa Maria in Organo dovette continuare per altre opere, tuttavia oggi perdute.

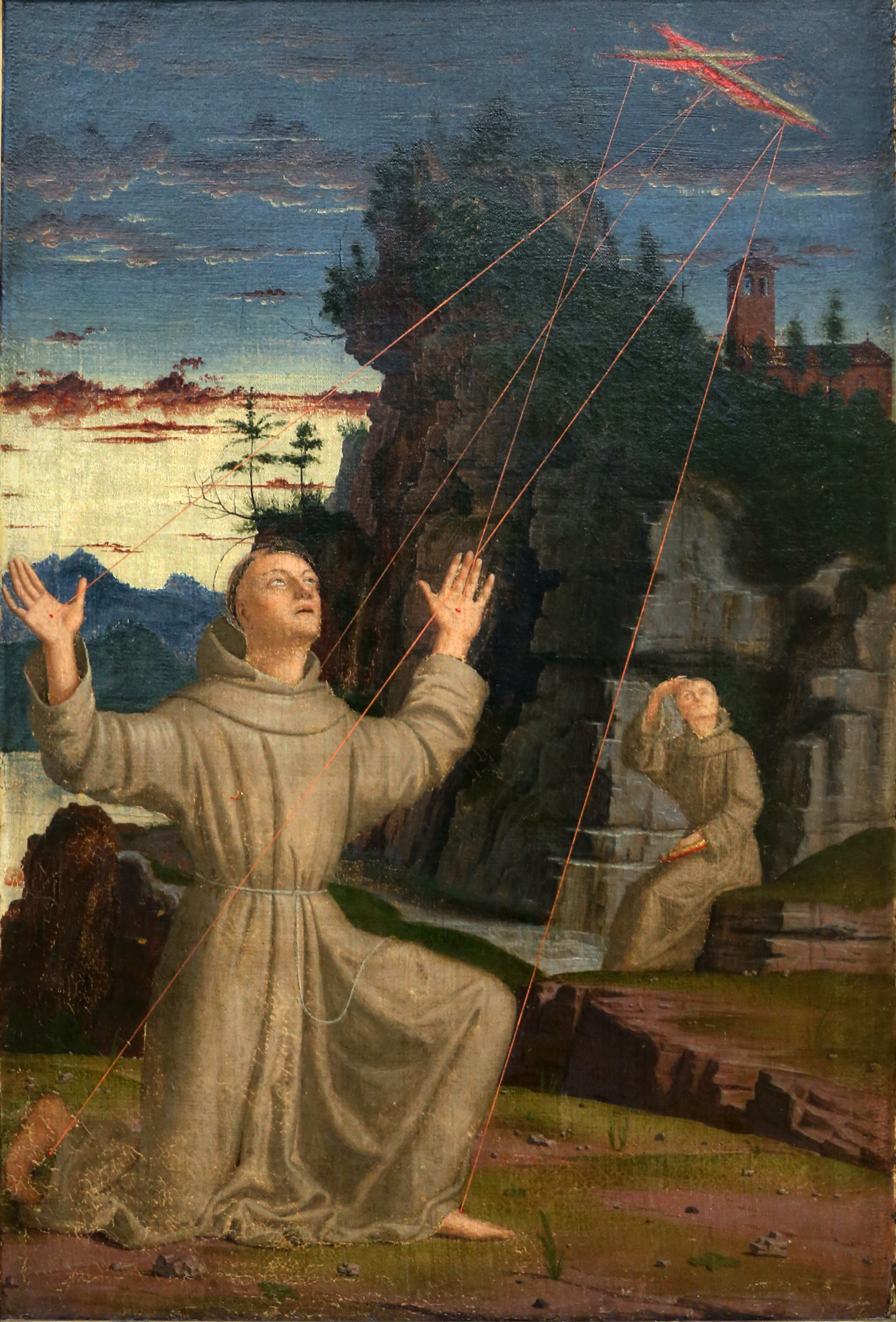
Stimmate di san Francesco, museo di Castelvecchio, Verona

Nel 1515 firmò anche l'affresco Madonna col Bambino in trono e i santi Giuseppe, Girolamo, Antonio abate e Rocco, oggi conservato al museo di Castelvecchio, che ha ricevuto elogi da numerosi autori, tra cui Diego Zannandreis e Jacob Burckhardt. In esso si ritrovano tutti gli elementi caratterizzanti la produzione matura di Morone, ossia «l'amore per la simmetria, l'euritmia compositiva, la staticità ieratica e solenne» con le forme che si «dilatano rispetto alle opere giovanili ma senza diventare monumentali». Probabilmente intorno al 1517 Francesco, «scosso» dalla «cromia sgargiante e patetica» espressa dal suo allievo Paolo Morando e memore della lezione di Carpaccio, realizzò la tela Stimmate di san Francesco (sebbene alcuni la collochino nella fase giovanile), anch'essa oggi collocata a Castelvecchio e annoverata tra le sue migliori opere. Come sottolinea Del Bravo, in essa si contrappone le «aure nel mare e il sanguigno del cielo» con «il teorema sottile dei raggi mistici» in uno spirito che richiama quasi lo stile di Vincenzo Foppa.
Sempre al 1517 è ascrivibile un affresco raffigurante Madonna col Bambino e san Rocco, realizzato per una casa di Cazzano di Tramigna e successivamente staccato e collocato alle Gallerie dell'Accademia di Venezia. Una Sacra Conversazione dipinta nel 1520 è invece esposta all'Accademia Carrara di Bergamo.

### Ultimi anni

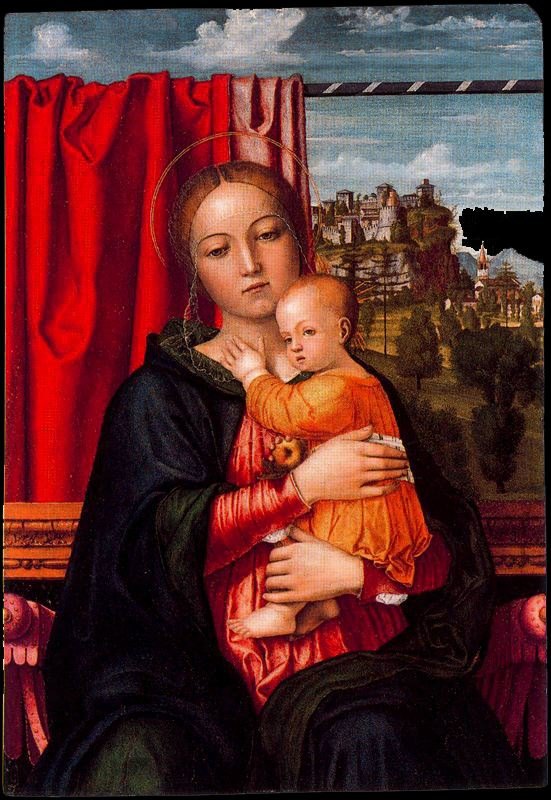
Madonna col Bambino, National Gallery, Londra

La produzione tarda di Francesco continuò ad essere profondamente influenzata dall'ormai ex allievo Paolo Morando. Alla prematura scomparsa di quest'ultimo nel 1522, Morone rivolse il suo sguardo all'arte dell'amico dai Libri, che nel frattempo si era arricchita delle suggestioni vagamente leonardesche di Francesco Bonsignori, divulgate a Verona da Giovan Francesco Caroto. Nel 1521 Francesco entrò a far parte della severa confraternita dei Santi Siro e Libera; questo ulteriore avvicinamento alla sfera religiosa si riflesse nelle sue opere, con un'accentuazione del misticismo.
Nel 1523 dipinse una Madonna col Bambino e santi, oramai gravemente compromessa dagli agenti atmosferici, per il protiro laterale della chiesa di San Fermo Maggiore, mentre l'anno successivo fu autore di una pala raffigurante una Assunzione della Madonna per la Chiesa dei Santi Siro e Libera, eseguita su commissione della confraternita di cui faceva parte. Già nel 1520, la stessa confraternita gli aveva affidato la realizzazione di un'altra pala con la Madonna e san Paolo e Sant'Antonio da Padova e san Giovanni Evangelista, di cui oggi rimangono solo due frammenti conservati al museo di Castelvecchio. Nel 1526 si dedicò alla realizzazione di una tela raffigurante la Madonna con i santi Giovanni Battista e Giovanni Evangelista per la parrocchiale di Quinto di Valpantena e alla lunetta con un Eterno Padre per la pala Madonna della cintura di Girolamo dai Libri, collocata nella quarta cappella di sinistra della chiesa di San Giorgio in Braida (sebbene alcuni autori attribuiscano la lunetta a Domenico Brusasorzi invece che al Morone). Negli ultimi anni della sua vita fu anche autore di «dolci e malinconiche madonne», tra cui quella dipinta nel 1528 e di cui oggi si conserva un frammento presso la biblioteca capitolare di Verona.
Nel 1529 firmò quella che a oggi è considerata la sua ultima opera, un Eterno Padre con la Vergine e i santi Rocco e Gioacchino destinato alla chiesa di San Rocco a Soave (ora spostata nella parrocchiale dello stesso comune per timore di furti). Il 12 maggio dello stesso anno dettò testamento, alla presenza di due testimoni: il miniatore Callisto dai Libri e il pittore Battista Farinati. Nelle sue ultime volontà, affidò il figlio Giuseppe, ancora giovane, all'amico Girolamo dai Libri. Giuseppe seguì poi le orme paterne assieme al nipote, sebbene al 2023 non si conosca alcuna loro opera. Secondo il registro della confraternita a cui apparteneva, Francesco Morone si spense il giorno successivo. Come riporta Carlo Cipolla, fu sepolto accanto al padre nel convento di San Bernardino, dove ancora oggi sono custoditi molti dei suoi più importanti lavori.

## Stile e critica
Come detto, Francesco si formò alla bottega del padre che presto superò in bravura, come racconta il Vasari. Nei secoli successivi, tuttavia, la critica rivalutò le opere di Domenico Morone, considerato tra i principali protagonisti del passaggio della scuola veronese di pittura verso il Rinascimento dopo un periodo di crisi creativa, assegnando al figlio un ruolo meno incisivo, data la sua tardiva emancipazione dallo stile paterno. Ad ogni modo, Francesco si inserisce a pieno titolo tra i protagonisti della seconda generazione di pittori rinascimentali veronesi, che seppero coniugare l'esperienza mantegnesca appresa in bottega con le correnti provenienti dalla fiorente scena artistica veneziana.
Benché inizialmente si mostrasse fortemente legato agli schemi paterni, in età più adulta riuscì a elaborare un suo stile personale caratterizzato da una meticolosa attenzione ai dettagli naturalistici (aspetto che lo accomunava all'amico Girolamo dai Libri) e da una sapiente ricerca della prospettiva e dell'illuminazione, finalizzata a conferire profondità e realismo alle sue composizioni. Per conseguire questo intento, non di rado inseriva i protagonisti delle sue opere all'interno di scenografie architettoniche, alla stregua dell'insegnamento del Mantegna. Drappeggi variopinti, abiti sontuosi e paesaggi naturalistici sono ulteriori elementi ricorrenti nella sua produzione.
Nel corso degli ultimi anni di vita, la sua pittura non riuscì a evolversi al passo con le rapide trasformazioni che stavano rinnovando il panorama veronese, reso vivace delle innovative soluzioni introdotte da Giovanni Francesco Caroto e dall'allievo Paolo Morando. Le sue ultime opere riflettono un ulteriore approfondimento del suo sentimento religioso, come evidente dal marcato misticismo che le permea.

## Opere principali

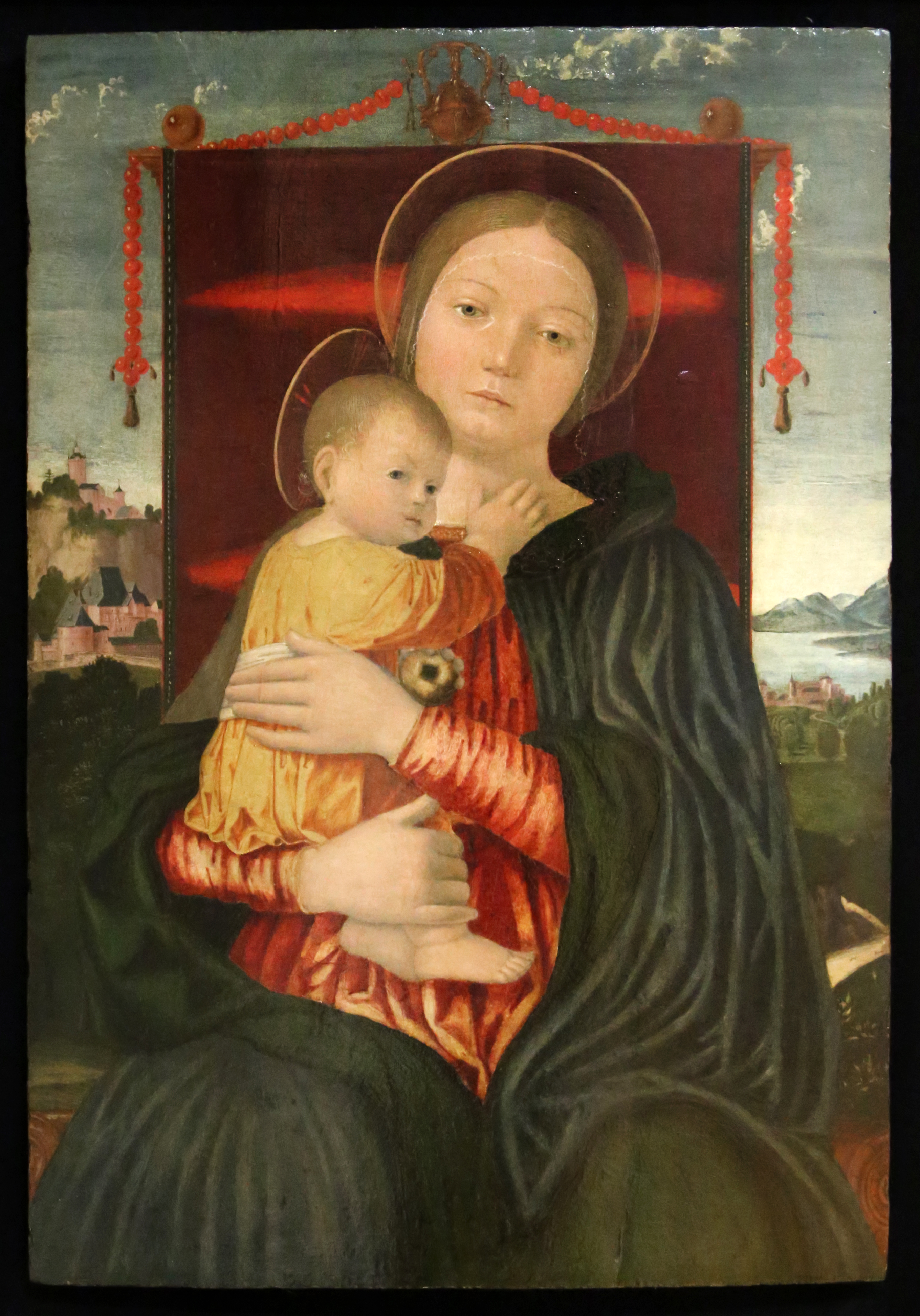
Madonna col Bambino (detta Madonna Moscardo), Museo di Castelvecchio, Verona

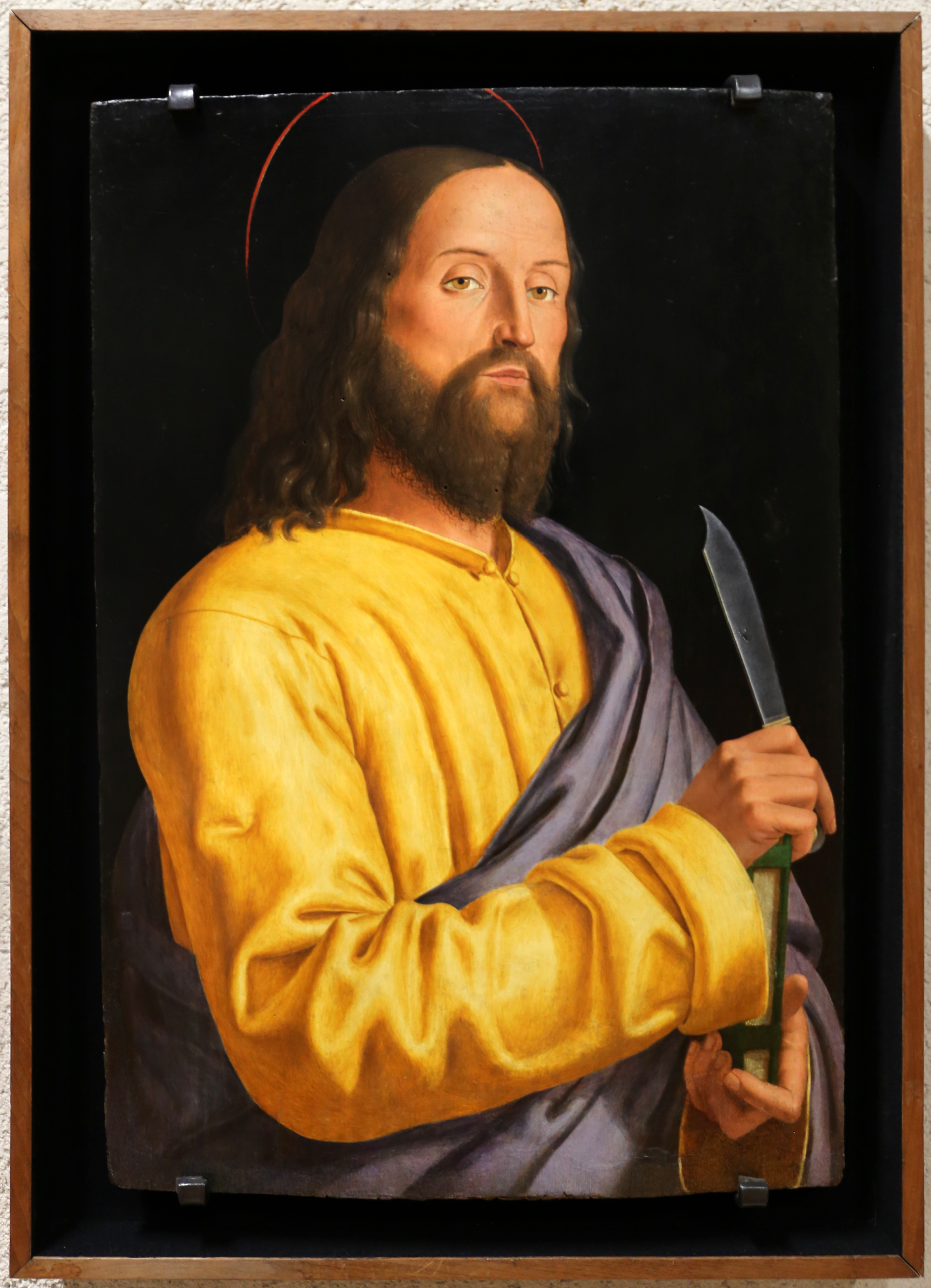
San Bartolomeo, museo di Castelvecchio, Verona

Di seguito un elenco non esaustivo delle principali opere attribuite a Francesco Morone:
- Affreschi vari (attribuiti), chiesa dei Santi Giovanni e Marziale, Breonio
- Battesimo di Cristo, museo degli affreschi Giovanni Battista Cavalcaselle, Verona
- Ciclo di affreschi, chiesa di Santa Chiara, Verona
- Cristo crocifisso fra la Vergine e San Giovanni Evangelista, chiesa di San Bernardino, Verona
- Lavanda dei piedi, museo di Castelvecchio, Verona
- L'eterno Padre con la Vergine e i santi Rocco e Gioacchino, chiesa di San Lorenzo, Soave
- Madonna, Musei civici, Padova
- Madonna in trono col Bambino e i santi Zeno e Nicola di Bari, Pinacoteca di Brera, Milano
- Madonna col Bambino, National Gallery, Londra
- Madonna col Bambino, Accademia Carrara, Bergamo
- Madonna col Bambino, Gemäldegalerie, Berlino
- Madonna col Bambino, Gallerie dell'Accademia, Venezia
- Madonna col Bambino in trono e i santi Giovanni Battista, Giacomo Maggiore, Filippo e Benedetto, museo di Castelvecchio, Verona
- Madonna col Bambino e i santi Giovanni Apostolo e Giovanni Evangelista, 1523, chiesa di San Fermo Maggiore, Verona
- Madonna col Bambino in trono e i santi Giuseppe, Girolamo, Antonio abate e Rocco, museo di Castelvecchio, Verona
- Madonna e i santi Giuseppe, Anna, Vincenzo e Francesco, 1520, Accademia Carrara, Bergamo
- Madonna Moscardo, museo di Castelvecchio, Verona
- Natività e San Giovanni Battista, museo di Castelvecchio, Verona
- Pala della Trinità, museo di Castelvecchio, Verona
- Pentecoste, basilica di Santa Anastasia, Verona
- Portelle d'organo, chiesa della Cattedra di San Pietro, San Martino Buon Albergo
- San Bartolomeo e San Francesco, museo di Castelvecchio, Verona
- San Paolo tra i santi Dionigi e Maddalena, e devoti, basilica di Santa Anastasia, Verona
- Salvatore e angeli, Santi Benedetto, Mauro e Placido, Personaggi illustri dell'Ordine benedettino, sagrestia della chiesa di Santa Maria in Organo, Verona
- Sansone e Dalila, museo Poldi Pezzoli, Milano
- Santa Caterina d'Alessandria con donatore, museo di Castelvecchio, Verona
- San Sebastiano e san Paolo apostolo, sant'Antonio abate e san Rocco, san Bernardino da Siena e un devoto, santa Chiara e due devote, museo di Castelvecchio, Verona
- Stimmate di san Francesco, museo di Castelvecchio, Verona
- Vergine col Bambino in trono e i santi Agostino e Martino vescovi, chiesa di Santa Maria in Organo, Verona